# Вейлс (Північна Дакота)
Вейлс (англ. Wales) — місто (англ. city) в США, в окрузі Кавальєр штату Північна Дакота. Населення — 10 осіб (2020).

## Географія
Вейлс розташований за координатами 48°53′41″ пн. ш. 98°36′3″ зх. д. / 48.89472° пн. ш. 98.60083° зх. д. (48.894662, -98.600883).  За даними Бюро перепису населення США в 2010 році місто мало площу 0,62 км², з яких 0,61 км² — суходіл та 0,01 км² — водойми.

## Демографія
Згідно з переписом 2010 року, у місті мешкала 31 особа в 13 домогосподарствах у складі 10 родин. Густота населення становила 50 осіб/км².  Було 20 помешкань (32/км²).
Расовий склад населення:
| - 90,3 % — білих - 3,2 % — осіб інших рас |

До двох чи більше рас належало 6,5 %. Частка іспаномовних становила 0,0 % від усіх жителів.
За віковим діапазоном населення розподілялося таким чином: 25,8 % — особи молодші 18 років, 29,0 % — особи у віці 18—64 років, 45,2 % — особи у віці 65 років та старші. Медіана віку мешканця становила 59,5 року. На 100 осіб жіночої статі у місті припадало 106,7 чоловіків;  на 100 жінок у віці від 18 років та старших — 130,0 чоловіків також старших 18 років.
За межею бідності перебувало 8,1 % осіб, у тому числі 0,0 % дітей у віці до 18 років та 42,9 % осіб у віці 65 років та старших.
Цивільне працевлаштоване населення становило 19 осіб. Основні галузі зайнятості: виробництво — 63,2 %, освіта, охорона здоров'я та соціальна допомога — 15,8 %, будівництво — 15,8 %.